# Conneaut Lake Park
Koordinaten: 41° 36′ 8″ N, 80° 18′ 24″ W
Conneaut Lake Park ist ein historischer Freizeit- und Vergnügungspark im Nordwesten des US-Bundesstaats Pennsylvania. Er wurde am 15. August 1892 eröffnet und liegt nahe der Gemeinde Conneaut Lake, nach der der Park benannt wurde. Er ist bei Naturfreunden und Vergnügungspark-Begeisterten gleichermaßen beliebt.

## Geschichte
Conneaut Lake Park wurde ursprünglich von Oberst Frank Mantor als Erholungs- und Ausstellungspark gegründet. Zuvor hatte sich an gleicher Stelle eine private Bootsanlegestelle für begeisterte Fischer befunden. Deren Besitzer, Aaron Lyce, hatte 7 Hektar Land für seine Bootsanlage aufgekauft. Oberst Mantor und sein Unternehmen, die Conneaut Lake Exposition Company, erwarben im Jahr 1892 rund 175 Hektar Landfläche, die direkt an Mr. Lyces Grundstück grenzte. Oberst Mantor überschrieb 75 Hektar davon an Mr. Lynce, als Bezahlung für die Landflächen am Seeufer.
Zunächst wurden Farmtiere, landwirtschaftliche Maschinen und Industrieprodukte aus West-Pennsylvania ausgestellt. Allerdings war der Ausstellungspark nur per Boot erreichbar. Wohlhabende Besucher und Ausflügler wurden auf riesigen, luxuriösen Raddampfern zum Park befördert. Um die Besucher zu unterhalten, errichtete man 1898 einen Tanz- und Musikpavillon und ein Badehaus am Seeufer. Ein einstiges Farmhaus von Mr. Lynce wurde in ein Hotel umgebaut, das Echo Hotel. 1899 wurde das erste mechanische Karussell aufgestellt. 1901 wechselte das Resort erstmals den Besitzer: Um mehr Besucher auf bequeme und sichere Weise nach Conneaut Lake befördern zu können, übernahm die Pittsburgh & Shenango Valley Railroad den Park und legte eine Schienenstrecke für Straßenbahnen an. 1902 wurde die historische Achterbahn „Figure Eight Toboggan Slide“ eröffnet (sie wurde später in „Jack Rabbit“ umbenannt), 1903 öffnete das „Hotel Conneaut“. Die Anzahl an Vergnügungspark-Attraktionen und Hotels stieg mit der Zeit rasant und Conneaut Lake Park erfreute sich zunehmender Beliebtheit und Bekanntheit. 1907/08 eröffnete eine Rennbahn für Pferde- und Motorradrennen. 1997 übernahm die The Trustees of Conneaut Lake Park Incorporation den Park, seither ist die Organisation auch dessen Besitzer. Der Freizeitpark musste wiederholt aufgrund von Insolvenzen schließen, außerdem fielen einige der ursprünglichen Attraktionen Brandunfällen und Zerstörungen während des Zweiten Weltkrieges zum Opfer.

## Conneaut Lake Park heute
Heute unterhält Conneaut Lake Park insgesamt 28 Attraktionen, vornehmlich Achterbahnen, Autoscooter und Karussells. Viele der originalen Fahrgeschäfte wurden erhalten, modernisiert und nutzungssicher gemacht. Der Park beherbergt eine der ältesten Geisterbahnen der Vereinigten Staaten, sie heißt „Devil's Den“. Sie wurde 1968 eröffnet und seither mehrfach restauriert und renoviert. Die Geisterbahn ist nicht nur von historischem Wert, sie beherbergt eine Kuriosität: eine Kaugummiwand, die von Freizeitpark-Fans aus Protest angelegt wurde und noch heute besteht.

### Achterbahnen
| Name          | Typ              | Hersteller              | Baujahr |
| ------------- | ---------------- | ----------------------- | ------- |
| Little Dipper | Kinderachterbahn | Allan Herschell Company | 1950    |

#### Ehemalige Achterbahnen
| Name           | Typ                               | Hersteller                | Eröffnung        | Schließung |
| -------------- | --------------------------------- | ------------------------- | ---------------- | ---------- |
| Blue Streak    | Holzachterbahn                    | unbekannt                 | 1938             | 2022       |
| Go Gator       | Kinderachterbahn, Powered Coaster | Wisdom Rides              | 2011             | 2011       |
| Jack Rabbit    | Holzachterbahn                    | Frederick Ingersoll       | 1904 oder früher | 1936       |
| Scenic Railway | Holzachterbahn                    | T. M. Harton              | 1909             | 1937       |
| Toboggan       | Stahlachterbahn                   | Chance Rides              | 2002             | 2006       |
| Virginia Reel  | Holzachterbahn                    | unbekannt                 | 1911             | um 1920    |
| Wild Mouse     | Wilde Maus, Hybridachterbahn      | B. A. Schiff & Associates | 1961             | 1990       |